# Olympische Sommerspiele 1896/Radsport – 10 km Bahn (Männer)
Das 10-km-Rennen im Bahnradsport der Männer bei den Olympischen Spielen 1896 in Athen fand am 11. April 1896 statt. Es war das erste und einzige Mal, dass das 10-km-Rennen im Bahnradsport Teil des olympischen Wettkampfprogramms.
In der 20. Runde stürzten die beiden Griechen Georgios Kolettis und Aristidis Konstantinidis. Es siegte der Franzose Paul Masson mit einer Zeit von 17:54,2 min. Dieser gewann am selben Tag auch das Zeitfahren sowie den Bahnradsprint.

## Ergebnisse
| Rang | Athlet                   | Nation          | Zeit             |
| ---- | ------------------------ | --------------- | ---------------- |
| 1    | Paul Masson              | Frankreich      | 17:54,2 min (OR) |
| 2    | Léon Flameng             | Frankreich      | 17:54,2 min      |
| 3    | Adolf Schmal             | Österreich      |                  |
| 4    | Josef Rosemeyer          | Deutsches Reich |                  |
| –    | Georgios Kolettis        | Griechenland    | DNF              |
| –    | Aristidis Konstantinidis | Griechenland    | DNF              |